# Кемаль Киличдароглу
Кемаль Киличдароглу (тур. Kemal Kılıçdaroğlu, при народженні Кемаль Карабулут (тур. Kemal Karabulut); нар. 17 грудня 1948) — турецький економіст, державний службовець у відставці та соціал-демократичний політик. Він є лідером Республіканської народної партії (CHP), найбільшої опозиційної партії Туреччини, з 2010 року. Був членом парламенту другого виборчого округу Стамбула з 2002 до 2015 року і депутатом другого виборчого округу Ізміра з 7 червня 2015 року.
До приходу в політику Киличдароглу був державним службовцем і обіймав посаду президента Інституту соціального страхування (SSK) з 1992 по 1996 рік і потім знову з 1997 по 1999 рік. Він був обраний до парламенту на загальних виборах 2002 року і став лідером парламентської групи CHP. На місцевих виборах 2009 року він був висунутий кандидатом від CHP на посаду мера Стамбула та програв представникові правлячої AKP («Партія справедливості та розвитку») отримавши 37 % голосів, тоді як кандидат від AKP отримав 44,71 % голосів. 31 серпня 2012 року його було обрано заступником голови Соцінтерну.
Після того як у 2010 році Деніз Байкал пішов у відставку з поста лідера партії, Киличдароглу висунув свою кандидатуру і був одностайно обраний лідером CHP. Вважалося, що він може вдихнути нове життя в CHP. Попри те, що надалі на виборах частка голосів за CHP збільшувалася, вона не змогла усунути від влади правлячу AKP станом на 2021 рік.
6 березня 2023 року оголошений кандидатом від шести партійного опозиційного блоку «Національний альянс» на президентських виборах у Туреччині 2023 року.

## Ранні роки
Кемаль Карабулут народився 17 грудня 1948 року в селі Балліджа району Назиміє провінції Тунджелі, східна Туреччина в родині Камера, службовця- реєстратора, та його дружини Ємуш. Він був четвертим із семи дітей. Його батько був серед тисяч вигнаних алевітів після невдалого Дерсімського повстання.
Кемаль продовжив свою початкову та середню освіту в різних місцях, таких як Ерджиш, Тунджелі, Генч та Елязиг. Він здобув економічну освіту в Академії економіки та комерційних наук Анкари (нині Університет Газі), яку закінчив у 1971 році. У молодості заробляв на життя продажем товарів.

## Професійна кар'єра
Після університету Кемаль Киличдароглу в 1971 році вступив до Міністерства фінансів молодшим спеціалістом з бухгалтерського обліку. Пізніше його підвищили до бухгалтера і відправили до Франції для додаткового професійного навчання. У 1983 році він був призначений заступником генерального директора Департаменту доходів того ж міністерства. У той час він тісно співпрацював з прем'єр-міністром Тургутом Озалом. У 1991 році Киличдароглу став генеральним директором Організації соціального забезпечення для ремісників і самозайнятих (Bağ-Kur). Наступного року він був призначений генеральним директором Інституту соціального страхування (тур. Sosyal Sigortalar Kurumu, скорочено SSK).
У 1994 році тижневик Ekonomik Trend назвав Киличдароглу «Державним службовцем року».
Кемаль Киличдароглу покинув Інститут соціального страхування в січні 1999 року. Після цього він викладав в університеті Хаджеттепе та очолював Спеціалізовану комісію з неформальної економіки в рамках підготовки восьмого п'ятирічного плану розвитку. Він також був членом Правління банку Türkiye İş Bankası.

## Початок політичної кар'єри

### Член парламенту

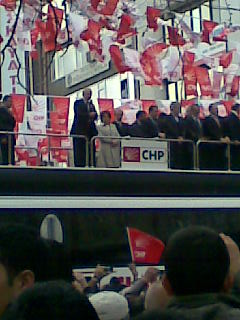
Киличдароглу під час публічного виступу в Анкарі, 12 квітня 2011 р.

У 1999 році він покинув державну службу та спробував увійти в політику з Демократичною лівою партією (DSP) Бюлента Еджевіта. Киличдароглу часто називали «зіркою DSP». Було заявлено, що він буде кандидатом від DSP на майбутніх загальних виборах 1999 року (на яких DSP посів перше місце). Однак це йому не вдалося, оскільки він не зміг потрапити до списку кандидатів від партії. Натомість під час його головування в асоціації, яка мала на меті захистити податкові платежі громадян, його запросив лідер CHP Деніз Байкал приєднатися до своєї партії. Киличдароглу прийняв запрошення.
Після загальних виборів 2002 року він пройшов до парламенту як депутат від Стамбула. На загальних виборах 2007 року він був переобраний до парламенту. Він став заступником парламентської фракції своєї партії.
Зусилля Киличдароглу розкрити зловживання серед високопоставлених політиків правлячої Партії справедливості та розвитку (AKP) призвели до появи його імені в заголовках турецьких ЗМІ. Два заступники голови правлячої ПСР, Шабан Дішлі та Денгір Мір Мехмет Фірат, подали у відставку зі своїх відповідних посад у партії після теледебатів з Киличдароглу. Крім того, він публічно звинуватив пов'язаного з AKP мера Анкари Меліха Гьокчека у співучасті в корупційному скандалі, пов'язаному з благодійною організацією «Deniz Feneri», що базується в Німеччині.

### Кандидат у мери Стамбула в 2009 році
22 січня 2009 року лідер партії Деніз Байкал оголосив Киличдароглу кандидатом у мери від CHP на місцевих виборах 2009 року. Киличдароглу оголосив, що буде проводити свою кампанію на основі чистої політики, пообіцявши відкрити справи про корупцію проти чинного мера Анкари від правлячої AKP Кадіра Топбаша. Стверджуючи, що працюватиме на трудящих Стамбула, він також викликав Топбаша на теледебати в прямому ефірі.
Киличдароглу програв вибори, отримавши 37 % голосів проти 44,7 % за Топбаша.

### Вибори голови CHP

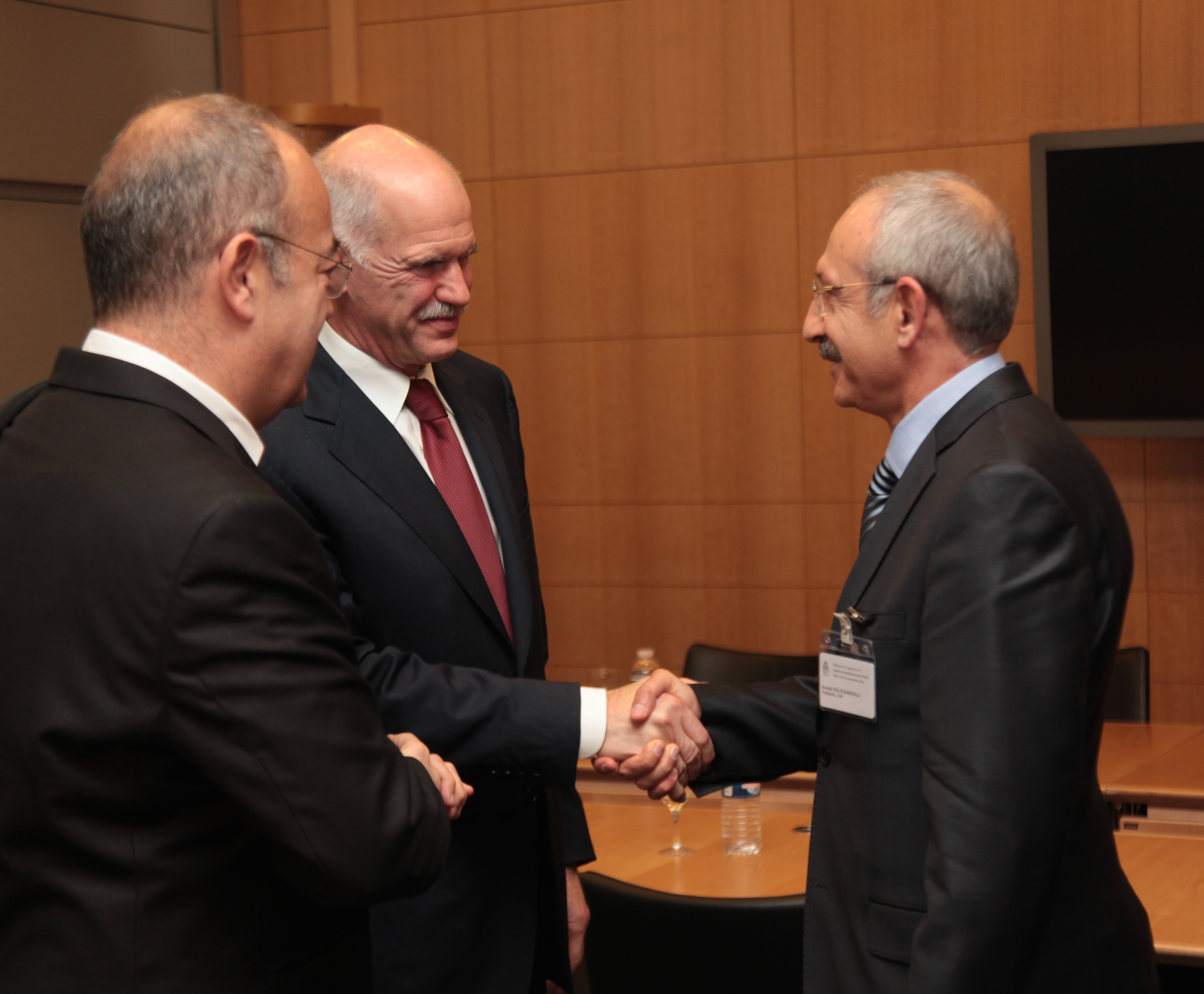
Киличдароглу під час зустрічі з прем'єр-міністром Греції Йоргосом Папандреу, 16 листопада 2010 р.

Багаторічний лідер CHP Деніз Байкал подав у відставку 10 травня 2010 року після скандалу з оприлюдненими дискредитуючими відео. Киличдароглу оголосив про свою кандидатуру на цю посаду 17 травня, за п'ять днів до майбутнього з'їзду партії. Згідно з повідомленнями, партія розділилася щодо питання лідерства, а її Центральна виконавча рада наполягала на тому, щоб Байкал повернув собі цю посаду. Але після того, як Киличдароглу отримав підтримку 77 із 81 голів партійних організацій провінцій Туреччини, Байкал вирішив не балотуватися на переобрання.
Щоб кандидатура стала офіційною, статут CHP вимагає підтримки 20 % делегатів з'їзду. На партійному з'їзді, який розпочався 22 травня 2010 року, кандидатура Киличдароглу отримала підписами 1246 із 1250 делегатів, що встановило новий рекорд для CHP.
Зважаючи на таку переважну підтримку, президія партійного з'їзду вирішила перенести вибори, спочатку призначені на неділю, на суботу. Як і очікувалося, Киличдароглу був обраний головою партії. Вибори відбулися одноголосно, 1189 голосами (не враховуючи восьми голосів, які були визнані недійсними).

## Лідер опозиції
Киличдароглу обійняв посаду лідера основної опозиційної партії 22 травня 2010 року завдяки тому, що він очолив другу за величиною політичну партію у Великих національних зборах. Багато медіа-коментаторів передбачали, що Киличдароглу вдихне нове життя в CHP після кількох послідовних поразок на виборах під керівництвом Байкала.

### Конституційний референдум 2010 року
Першою кампанією Киличдароглу як лідера CHP був конституційний референдум, який відбувся 12 вересня 2010 року. Незважаючи на те, що початковий процес голосування в парламенті (який мав визначити пропозиції, за які проголосували на подальшому референдумі) розпочався під керівництвом Байкала, Киличдароглу застосував тактику бойкоту парламентського процесу. Оскільки пропозиція щодо конституційної реформи вимагала 330 голосів для відправлення на референдум (правляча AKP, яка подала пропозиції, мала 336 місць), схвалення парламентом усіх конституційних реформ уряду було математично можливим незалежно від того, як проголосувала CHP. Таким чином, запропоновані AKP конституційні реформи, які включали зміни до судової системи Туреччини, були направлені на затвердження на референдумі 12 вересня 2010 року.
Киличдароглу не лише агітував за голосування «проти» пропозицій, але й направив процес парламентського голосування до суду через нібито технічні порушення. Згодом CHP направив пропозиції до суду через нібито порушення принципу розподілу влади в запропонованих змінах. Конституційний Суд зрештою виніс рішення проти CHP. Киличдароглу разом із членами менших опозиційних партій стверджував, що запропоновані зміни є спробою політизувати судову систему та ще більше посилити контроль AKP над нейтральними державними установами. Тим не менш, пропозиції референдуму підтримали 57,9 % виборців, 42,1 % проголосували проти.

### Загальні вибори 2011 року

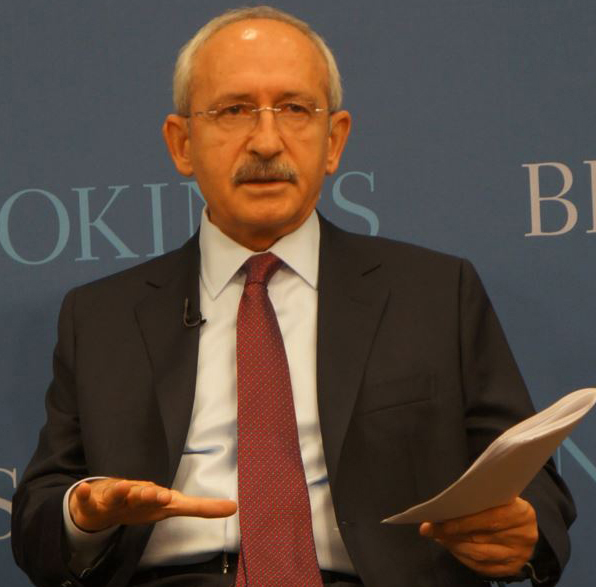
Киличдароглу під час візиту до Вашингтона, грудень 2013 р

Загальні вибори 2011 року були першими загальними виборами, в яких Кемаль Киличдароглу брав участь як лідер Республіканської народної партії (CHP). Згідно з опитуваннями, колишній лідер CHP Деніз Байкал подав у відставку в травні 2010 року і покинув CHP, набравши 26 % голосів. Киличдароглу оголосив, що піде у відставку, якщо не досягне успіху на виборах 2011 року. Він не надав подробиць щодо того, якими були його критерії успіху. Понад 3500 осіб подали заявки на участь у червневих виборах від головної опозиційної партії. Кандидати-чоловіки платили 3000 турецьких лір, щоб подати заявку; жінки-кандидати платили 2000, а особи з обмеженими можливостями — 500 лір. Серед кандидатів були колишній лідер CHP Деніз Байкал і заарештовані підозрювані в скандалі повязаному з компанією Ergenekon, такі як Мустафа Балбай і Мехмет Хаберал.
Партія провела праймариз в 29 провінціях. Виразно порвавши з минулим, Кемаль Киличдароглу викреслив зі списку 435 кандидатів від CHP 78 чинних депутатів, намагаючись переосмислити та змінити позицію головної опозиції. До списку кандидатів CHP також увійшли 11 політиків, які раніше входили до правоцентристських партій, таких як «Партія Батьківщини», «Партія вірного шляху» та «Партія Туреччини». Правоцентристські виборці тяжіли до AKP, коли ці менші партії фактично зазнали краху після виборів 2002 року. Ключові фігури партії, які не потрапили до списку, критикували CHP за «зміщення осі». Киличдароглу щодо результатів виборів заявив «CHP — єдина партія, яка збільшила кількість депутатів на виборах. За короткий період у 6 місяців CHP отримала 3,5 мільйона нових виборців. Тому ми не будемо себе деморалізувати», — сказав він.

### Загальні вибори в червні 2015 року

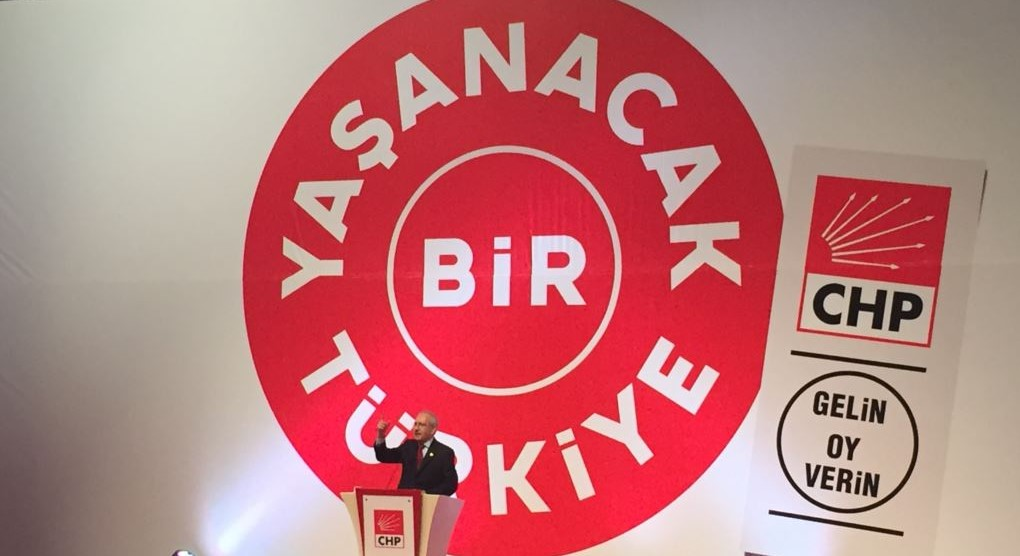
Киличдароглу оголошує програму CHP на загальні вибори у червні 2015 року.

Загальні вибори в червні 2015 року були другими загальними виборами, в яких брав участь Кемаль Киличдароглу як лідер CHP. Партія отримала 11,5 мільйона голосів (24,95 %) і отримала 132 обраних членів парламенту, що на 3 менше, ніж на загальних виборах 2011 року. Зменшення на 1,03 % порівняно з результатом 2011 року (25,98 %) пояснюється тим, що виборці CHP тактично голосували за Народно-демократичну партію (HDP), щоб бути впевненими, що партія подолає виборчий поріг у 10 %. Жодне опитування громадської думки (за винятком одного сумнівного опитування, оприлюдненого в березні 2014 року) не показало, що CHP випереджає AKP між 2011 і 2015 роками. 

### Позов 2016 року
У січні 2016 року Киличдароглу притягнули до відповідальності за образу президента Ердогана після того як він робив заяви, які натякали, що президент є диктатором після того, як Киличдароглу виступив проти арешту понад 20 «Академіків за мир», які підписали петицію із засудженням військових репресій на південному сході країни, населеному переважно курдами. Киличдароглу сказав: «Академіків, які висловлюють свою думку, затримували одного за одним за вказівкою так званого диктатора»

### Конституційний референдум
Після конституційного референдуму 2017 року в Туреччині, який значно розширив повноваження президента Ердогана, Киличдароглу та CHP подали апеляцію до суду на рішення Вищої виборчої ради Туреччини (YSK) приймати бюлетені без печаток. Кемаль Киличдароглу сказав, що рішення YSK може бути оскаржене в ЄСПЛ, але члени уряду AKP заявили, що ні ЄСПЛ, ні Конституційний суд Туреччини не мають юрисдикції щодо рішення YSK. Киличдароглу сказав: «У 2014 році [Конституційний суд] сказав: „Вибори скасовуються, якщо на бюлетенях чи конвертах немає печатки“. […] ЮСК не може висловлювати думку поза волею парламенту. […] Якщо Конституційний суд відхилить нашу заяву, ми вважатимемо зміни нелегітимними. Є також ЄСПЛ. Якщо буде потреба, ми туди заберемо справу».

### ЄСПЛ
Киличдароглу розкритикував Європейський суд з прав людини за відхилення клопотання турецького вчителя, який звернувся до ЄСПЛ, стверджуючи, що його неправомірно звільнили з посади під час турецьких чисток у 2016-17 роках. ЄСПЛ заявив, що позивачі повинні звернутися до Комісії з розслідування надзвичайного стану Туреччини, перш ніж звертатися до суду. Киличдароглу відповів: «Хіба ви не знаєте, що відбувається в Туреччині? Про яку комісію йде мова? Люди гинуть у тюрмах. Ми чекали п'ять місяців, щоб лише призначити членів».

### Політика щодо сирійців та інших
Киличдароглу вивісив знак «Сірих вовків», турецької ультранаціоналістичної організації, пов'язаної з MHP (Партією націоналістичного руху) країни. Було припущення, що це він зробив щоб відтягнути голоси від правої коаліції між MHP і AKP Киличдароглу прямо підтримав депортацію сирійських біженців з Туреччини, посилаючись на економічний тиск на громадян і нібито бажання людей жити в регіоні свого народження.

### Марш за справедливість
15 червня 2017 року Киличдароглу розпочав 450 км Марш за справедливість від Анкари до Стамбула на знак протесту проти арешту Еніса Бербероглу після спроби державного перевороту в 2016 році. Спочатку до маршу приєдналося лише кілька сотень протестувальників, марш розрісся до тисяч. 9 липня 2017 року в Стамбулі відбувся останній мітинг, у якому взяли участь сотні тисяч людей.

### Вибори 2018
На виборах 2018 року Киличдароглу як лідер CHP і лідерка Хорошої партії Мерал Акшенер створили Національний альянс (Millet İtifakı) як виборчий альянс у відповідь на Народний альянс (Cumhur İtifakı) AKP і MHP. Невдовзі до Національного альянсу приєдналися Партія Щастя та Партія Демократів.

### Місцеві вибори 2019
У 2019 році Киличдароглу та Акшенер продовжили співпрацю своїх партій на муніципальних виборах 2019 року, відігравши у AKP посади мерів Стамбула та Анкари після чверті століття контролю з боку ісламістських партій.

### Президентські вибори 2023 року
Киличдароглу, який тривалий час дотримувався принципу універсальної партії, 13 листопада 2021 року в особистому та партійному облікових записах у соціальних мережах оголосив про те, що CHP припустилася помилок в минулому, а також — про рішення розпочати шлях примирення з іншими партіями зі своїм «Закликом до примирення».
Після цього заклику Киличдароглу 12 лютого 2022 року 6 лідерів опозиційних партій (голова Хорошої партії Мерал Акшенер, голова партії Майбутнього Ахмет Давутоглу, голова партії DEVA Алі Бабаджан, голова партії Щастя Темель Камаллаоглу) зустрілися в Ахлатлібелі (передмістя Анкари), щоб обговорити консенсусний текст щодо зміцнення парламентської системи і було офіційно оголошено про виборчий союз, який отримав назву «Стіл Шістьох».
Коли питання про спільного кандидата було піднято «Столом Шістьох», Киличдароглу розповів про це в ранковому шоу «Çalar Saat» на телеканалі FOX (Туреччина) 5 вересня 2022 року та сказав: «Якщо щодо мене буде консенсус, я готовий балотуватися на президентські вибори». Це був перший раз, коли Киличдароглу відкрито висловив бажання балотуватися на президентських виборах. Екрем Імамоглу, мер Стамбула і Мансур Яваш, мер Анкари підтримують кандидата Киличдароглу в президенти.
Пізніше Киличдароглу організував зустріч під назвою «Заклик до другого століття» та оголосив свій «документ бачення». Крім того, деякі з його 70-членної команди експертів, яких він назвав своїм «надполітичним мозковим трестом», зокрема Джеремі Ріфкін, Хакан Кара, Рефет Гюркайнак і Дарон Ацемоглу, були представлені на зустрічі. 3 грудня 2022 року головним радником Киличдароглу став особисто Джеремі Ріфкін.
6 березня 2023 року оголошений кандидатом від шестипартійного опозиційного блоку «Національний альянс» на президентських виборах у Туреччині 2023 року.

## Особисте життя
Киличдароглу та його дружина Селві Гюндюз мають сина Керема, двох доньок Аслі та Зейнеп і онуку від шлюбу доньки Аслі. Володіє турецькою та французькою мовами. Крім того, Кемаль Киличдароглу має чотири опубліковані книги та багато статей.
За словами Ідріса Ґюрсоя, родина Киличдароглу належала до клану Чебелігіллер з племені Курейшан, але Киличдароглу уникав згадки будь-якої конкретної етнічної приналежності. У 1950-х роках його батько змінив їхнє прізвище з Карабулут на Киличдароглу, оскільки всі люди в селі, в якому вони жили, мали однакові прізвища. Кемаль Киличдароглу одружився зі своєю родичкою Сельві Гюндюз у 1974 році. Сельві — колишня журналістка, яка до 4 років не розмовляла жодною іншою мовою, крім мови зазакі. Тітка Киличдароглу також розмовляє зазакі і не говорить турецькою. У відповідь на запитання, поставлене йому в 2022 році, Киличдароглу сказав, що не розмовляє зазакі, тому що не знає її, але розуміє зазакі, і що його мати й батько також знають зазакі. Він також підкреслив значні відмінності між діалектами зазакі, додавши, що він краще розуміє мову зазакі, якою розмовляють у регіоні Бінгель.
Деякі журнали вказували на його приналежність до алевітів, однак Киличдароглу довгий час не робив заяв про свої релігійну приналежність. У липні 2011 року він сказав: «Я завжди відмовлявся робити політику на етнічній та релігійній ідентичностях. Я алевіт. Відколи бути алевітом у цій країні є злочином?».